# Rio Pardo
Pour les articles homonymes, voir Rio Pardo.
Rio Pardo est une municipalité du Centre-Est de l'État du Rio Grande do Sul faisant partie de la microrégion de Cachoeira do Sul et située à 137 km au nord-ouest de Porto Alegre, capitale de l'État. Elle se situe à une latitude de 29° 59′ 23″ sud et à une longitude de 52° 22′ 41″ ouest, à une altitude de 56 mètres. Sa population était estimée à 37 704, pour une superficie de 2 051 km2. On y accède par les BR-471 et RS-403.

## Histoire
Rio Pardo commença à se former comme lieu de peuplement régulier à partir de 1750. Auparavant, il était occupé par les Amérindiens Tapes qui se dédiaient à l'agriculture. Jusqu'alors le Rio Grande do Sul était considéré comme une Terra nullius, une terre vide. La dénomination du lieu vient de la couleur sombre des eaux de la rivière qui arrose la région ("rio Pardo" = "rivière noire").
Autour de 1633, les jésuites espagnols s'installèrent sur les terres de l'actuelle municipalité de Rio Pardo. Peu après, leurs établissements furent détruits par les bandeirantes de Raposo Tavares, appuyés par des indigènes tupis. Le Rio Grande do Sul avait été attribué par le Traité de Tordesillas aux Espagnols qui ne s'y intéressèrent pas immédiatement, laissant le champ libre aux Portugais et aux conflits pour le contrôle de la zone. La colonisation portugaise commença vraiment environ un siècle plus tard avec l'installation de colons açoriens.
En vue de la résistance opposée par les Espagnols à la commission portugaise de démarcation des frontières établies par le Traité de Madrid, fut érigé, en 1752, en un lieu proche de la confluence du rio Pardo avec le rio Jacuí, le fort Jesus-Maria-José (Jésus-Marie-Joseph).
De la fin du XVIIe siècle au commencement du XIXe, Rio Pardo fut un des endroits les plus importants de la Capitainerie du Rio Grande do Sul de l'époque, soit comme place militaire, soit comme entrepôt commercial. De là paratient les expéditions militaires chargées de défendre les zones menacées par les Espagnols ou pour étndre les possessions de la Couronne portugaise. En 1715, le Capitaine Brito Peixoto explora la région et baptisa le Rio Pardo. À cette époque, les cours d'eau étaient quasiment les uniques voies de communication.
Rio Pardo eut plusieurs dénominations, en fonction de l'implantation portugaise : Guarda do Rio Pardo (Guarde du Rio Pardo), Paragens do Rio Pardo (Parages du Rio Pardo), Passo do Rio Pardo (Passage du Rio Pardo), Depósito do Rio Pardo (Dépôt du Rio Pardo), Acampamentos do Rio Pardo (Campements du Rio Pardo), Fortificação do Rio Pardo (Fortification du Rio Pardo), Fortaleza do Rio Pardo (Forteresse du Rio Pardo), Tranqueira do Rio Pardo (Barrière du Rio Pardo), Quartel do Rio Pardo (Quartier-Général du Rio Pardo).
Durant la Guerre des Farrapos, en 1836, la localité fut mise à sac. Le 30 avril 1838, les troupes farrapos y déroutèrent les troupes impériales et prirent Rio Pardo.
Rio Pardo fait partie des quatre premières divisions administratives pré-municipales de la Capitainerie du Rio Grande do Sul créées le 7 octobre 1809, avec Rio Grande, Porto Alegre et Santo Antônio da Patrulha.
Des démebrements successifs de l'immense territoire originel de Rio Pardo furent créés 300 municipalité de l'État.

## Économie
L'activité économique de Rio Pardo pour le secteur primaire se fait autour des cultures de riz, de tabac, de soja, de maïs, de manioc et du maraîchage. L'élevage concerne les bovins d'abattage, les vaches laitières, les ovins et la pisciculture.
L'industrie découle de l'agriculture et de l'élevage : viande, céréales manufacturées (farines), etc. Il existe aussi des activités métallurgiques, de création de vêtements, de meubles, d'ustensiles en acier, etc.

## Villes voisines
- Candelária
- Vera Cruz
- Santa Cruz do Sul
- Passo do Sobrado
- Vale Verde
- Minas do Leão
- Butiá
- Pantano Grande
- Encruzilhada do Sul
- Cachoeira do Sul